# Andreas Meier (Politiker)
Andreas Meier (* 2. Dezember 1977 in Neustadt an der Waldnaab) ist ein deutscher Kommunalpolitiker (CSU) und seit 1. Mai 2014 Landrat des Landkreises Neustadt an der Waldnaab.

## Leben
Nach dem Abitur 1997 studierte er Diplomgermanistik mit Schwerpunkt Journalismus an der Otto-Friedrich-Universität Bamberg. 2002 wurde er mit 24 Jahren zum Bürgermeister der Stadt Windischeschenbach gewählt. Bei den Kommunalwahlen 2014 wurde er zum Landrat des Landkreises Neustadt an der Waldnaab gewählt. 2020 wurde er in seinem Amt bestätigt. Er war außerdem ehrenamtlich drei Jahre lang Kreisvorsitzender der CSU, trat bei der Wahl 2017 jedoch nicht mehr an.
Andreas Meier ist verheiratet, hat eine Tochter und wohnt in Windischeschenbach.